# یاد آن روزها بخیر
«یاد آن روزها بخیر» (به انگلیسی: Those Were the Days) ترانه‌ای از مری هاپکین خوانندهٔ اهل ولز است. موسیقی این قطعه برگرفته از یک ترانهٔ روسی به معنی «جاده طولانی» ساختهٔ بوریس فومین و اجرای تامارا سرتلی (۱۹۲۵) و الکساندر ورتینسکی (۱۹۲۶) است. در سال‌های آغازین دههٔ ۱۹۶۰ میلادی، آهنگساز آمریکایی جین راسکین شعری انگلیسی برای این قطعه نوشته‌است. این قطعه بارها توسط خوانندگان مختلف و به زبان‌های گوناگون بازخوانی شده و بیشتر مواقع از راسکین به‌عنوان سازنده‌اش یاد شده، در حالی که او فقط لیریکس انگلیسی را برای ملودی موجود نوشت. اولین نویسنده این ترانه بوریس فومین روس به سال ۱۹۲۵ بود.
گرچه پیش از هاپکین، گروه آمریکایی د لیمیترز این قطعه را به‌زبان انگلیسی اجرا کرده‌بودند، نسخهٔ هاپکینز موفق‌تر بود و «یاد آن روزها به‌خیر» را مشهور کرد. نسخهٔ اجرا شده توسط هاپکین در زمان انتشارش در بریتانیا شماره ۱ جدول تک‌آهنگ‌های بریتانیا شد و در آمریکا تا ردهٔ دوم بیلبورد هات ۱۰۰ صعود کرد.

## یادداشت
1. ↑  Дорогой длинною